# Luisa Capetillo
Luisa Capetillo (Arecibo, 28 de octubre de 1879-Río Piedras, 10 de octubre de 1922) fue una anarquista puertorriqueña, pionera en su país del feminismo y el sindicalismo. Se distinguió como intelectual, escritora, periodista y líder obrera. Hizo resistencia a los convencionalismos sociales y llamó la atención a sus posiciones ideológicas de múltiples maneras.

## Trabajos notables
Trabajó como lectora en fábricas de tabaco en su pueblo natal donde se unió a la Federación de Torcedores de Tabaco, unión afiliada a la Federación Libre de Trabajadores de Puerto Rico. Viajó por toda la isla (re)organizando a los trabajadores del tabaco y la caña en la lucha por mejores condiciones laborales. Fue partidaria del amor libre, la escuela racionalista, el espiritismo, y el vegetarianismo y el ejercicio como estilo de vida. En 1904 empezó a escribir ensayos. Tuvo tres hijos sin estar casada. En 1919 fue la primera mujer en Puerto Rico en usar pantalones.
Luisa se distinguió por ser una mujer activa y por su lucha por la igualdad de la mujer y los derechos de los obreros. Promovió el ideal anarquista y el feminismo a través de sus escritos. El amor libre es un tema recurrente en sus textos, al igual que la igualdad de derechos para la mujer, mejoras salariales para los obreros y la lucha de clases en favor del socialismo libertario.
Siempre creyó que la mujer debía emanciparse y educarse para ser una buena madre. Decía: "¿Cómo puede una mujer analfabeta y esclavizada formar los hombres del futuro?" ésta era su preocupación constante
1. Estuvo siete días para sobrevivir a una guerra.
2. Se unió a la Federación Libre de Trabajadores, donde actuó como organizadora obrera.
3. Trabajó como lectora en las Fábricas de Tabaco de José Martí.
4. Dirigió la Huelga Agrícola.
5. Defendió el Salario de los Obreros.
Todo lo que hizo lo baso en sus palabras: "Socialista soy porque aspiro a que todos los adelantos, descubrimientos e invenciones establecidos pertenezcan a todos. Que se establezca su socialización sin privilegios algunos.. La mujer debe de cambiar de situación cueste lo que cueste."

## Vida y pensamiento
Luisa Capetillo nació en Arecibo, Puerto Rico, el 28 de octubre de 1879. Sus padres fueron Luis Capetillo, de origen español, y Margarita Perón, de origen francés.  Luisa tuvo acceso a la literatura francesa ya que aprendió dicha lengua de su madre y su afán por la lectura le convirtió en autodidacta. Trabajó como lectora en fábricas de tabaco en su pueblo natal donde se unió a la Federación de Torcedores de Tabaco, unión afiliada a la Federación Libre de Trabajadores de Puerto Rico. Viajó por toda la isla (re)organizando a los trabajadores del tabaco y la caña en la lucha por mejores condiciones laborales. Fue partidaria del amor libre, la escuela racionalista, el espiritismo, el vegetarianismo y el ejercicio como estilo de vida. En 1904 empezó a escribir ensayos. Tuvo tres hijos sin estar casada. En 1919 fue la primera mujer en Puerto Rico en usar pantalones.
Vivió en los Estados Unidos de América (Nueva York y Tampa), Cuba y la República Dominicana. La historia de su vida fue redescubierta durante la década de los setenta del siglo XX, pasando a ser reconocida en Puerto Rico como icono de las luchas libertarias del país.

## Obra escrita
Luisa Capetillo promovió el ideal anarquista y el feminismo a través de sus escritos.  El amor libre es un tema recurrente en sus textos, al igual que la igualdad de derechos para la mujer, mejoras salariales para los obreros y la lucha de clases en favor del socialismo libertario. Murió de tuberculosis en Rio Piedras, Puerto Rico el 10 de abril de 1922.
Publicó cuatro libros:
- Ensayos Libertarios (1907)
- La Humanidad en el futuro (1910)
- Influencias de las Ideas Modernas (1916)
- Mi Opinión sobre los Derechos, Responsabilidades y Deberes de la Mujer (primera edición 1911; segunda edición, 1913)[3]